# Monthey Rhinos
I Monthey Rhinos sono una squadra svizzera di football americano di Monthey militante in NSFL fondata nel 1987.
Hanno vinto due volte la Lega C e quattro volte il Torneo NSFL Flag Élite.

## Dettaglio stagioni

### Tackle football

#### Tornei nazionali

##### Campionato

###### Lega Nazionale A
| Stagione | regular season | regular season | regular season | regular season | regular season | regular season | playoff | playoff | playoff | playoff | playoff | playoff   | playoff    |
|          | Vin            | Par            | Per            | Tot            | PF             | PS             | Vin     | Per     | Tot     | PF      | PS      | risultato | avversaria |
| -------- | -------------- | -------------- | -------------- | -------------- | -------------- | -------------- | ------- | ------- | ------- | ------- | ------- | --------- | ---------- |
| 1994     | 8              | 0              | 8              | 8              | 8              | 290            | -       | -       | -       | -       | -       | -         | -          |
| Totale   | 8              | 0              | 8              | 8              | 8              | 290            | -       | -       | -       | -       | -       |           |            |

Fonti: Enciclopedia del Football - A cura di Roberto Mezzetti; Sito storico SAFV

###### Lega Nazionale B/Aufbauliga
| Stagione | regular season | regular season | regular season | regular season | regular season | regular season | playoff | playoff | playoff | playoff | playoff | playoff   | playoff    |
|          | Vin            | Par            | Per            | Tot            | PF             | PS             | Vin     | Per     | Tot     | PF      | PS      | risultato | avversaria |
| -------- | -------------- | -------------- | -------------- | -------------- | -------------- | -------------- | ------- | ------- | ------- | ------- | ------- | --------- | ---------- |
| 1992     | 2              | 0              | 6              | 8              | 92             | 183            | -       | -       | -       | -       | -       | -         | -          |
| 1995     | 4              | 0              | 2              | 6              | 79             | 60             | -       | -       | -       | -       | -       | -         | -          |
| Totale   | 6              | 0              | 8              | 14             | 171            | 243            | -       | -       | -       | -       | -       |           |            |

Fonti: Enciclopedia del Football - A cura di Roberto Mezzetti; Sito storico SAFV

###### Prima Lega/Lega Nazionale C/Lega C
| Stagione | regular season | regular season | regular season | regular season | regular season | regular season | playoff | playoff | playoff | playoff | playoff | playoff   | playoff             |
|          | Vin            | Par            | Per            | Tot            | PF             | PS             | Vin     | Per     | Tot     | PF      | PS      | risultato | avversaria          |
| -------- | -------------- | -------------- | -------------- | -------------- | -------------- | -------------- | ------- | ------- | ------- | ------- | ------- | --------- | ------------------- |
| 1993     | 4              | 0              | 2              | 6              | 124            | 83             | -       | -       | -       | -       | -       | -         | -                   |
| 1996     | 6              | 0              | 0              | 6              | 167            | 22             | 1       | 0       | 1       | 36      | 0       | Campioni  | Wohlen Thunderbirds |
| 1997     | 6              | 1              | 1              | 8              | 255            | 41             | 1       | 1       | 2       | 34      | 16      | Campioni  | Winterthur Warriors |
| 1998     | 1              | 0              | 2              | 3              | 30             | 85             | -       | -       | -       | -       | -       | -         | -                   |
| 2019     | 0              | 1              | 4              | 5              | 27             | 152            | -       | -       | -       | -       | -       | -         | -                   |
| Totale   | 17             | 2              | 9              | 28             | 603            | 383            | 2       | 1       | 3       | 70      | 16      |           |                     |

Fonte: Sito storico SAFV

##### Campionati giovanili

###### Under-19/Juniorenliga
| Stagione | regular season | regular season | regular season | regular season | regular season | regular season | playoff | playoff | playoff | playoff | playoff | playoff   | playoff    |
|          | Vin            | Par            | Per            | Tot            | PF             | PS             | Vin     | Per     | Tot     | PF      | PS      | risultato | avversaria |
| -------- | -------------- | -------------- | -------------- | -------------- | -------------- | -------------- | ------- | ------- | ------- | ------- | ------- | --------- | ---------- |
| 1994     | 6              | 0              | 2              | 8              | 162            | 114            | -       | -       | -       | -       | -       | -         | -          |
| Totale   | 6              | 0              | 2              | 8              | 162            | 114            | -       | -       | -       | -       | -       |           |            |

Fonte: Sito storico SAFV

#### Tornei locali

##### NSFL

###### NSFL Tackle Élite
| Stagione | regular season | regular season | regular season | regular season | regular season | regular season | playoff | playoff | playoff | playoff | playoff | playoff      | playoff             |
|          | Vin            | Par            | Per            | Tot            | PF             | PS             | Vin     | Per     | Tot     | PF      | PS      | risultato    | avversaria          |
| -------- | -------------- | -------------- | -------------- | -------------- | -------------- | -------------- | ------- | ------- | ------- | ------- | ------- | ------------ | ------------------- |
| 2005     | 0              | 0              | 8              | 8              | 14             | 254            | -       | -       | -       | -       | -       | -            | -                   |
| 2006     | 0              | 0              | 5              | 5              | 28             | 212            | 0       | 1       | 1       | 0       | 29      | Sesto posto  | La Côte Centurions  |
| 2007     | 3              | 0              | 4              | 7              | 90             | 125            | 0       | 1       | 1       | 0       | 19      | Sesto posto  | Riviera Saints      |
| 2008     | 1              | 1              | 4              | 6              | 40             | 134            | 0       | 2       | 2       | 0       | 72      | Quarto posto | Lausanne LUCAF Owls |
| 2009     | 3              | 0              | 5              | 8              | 110            | 143            | 1       | 0       | 1       | ?       | ?       | Quinto posto | Yverdon Ducs        |
| 2010     | 1              | 0              | 5              | 6              | 49             | 143            | -       | -       | -       | -       | -       | -            | -                   |
| 2011     | 2              | 0              | 6              | 8              | 64             | 123            | -       | -       | -       | -       | -       | -            | -                   |
| 2012     | 1              | 0              | 8              | 9              | 72             | 181            | -       | -       | -       | -       | -       | -            | -                   |
| 2013     | 4              | 0              | 3              | 7              | 45             | 102            | 1       | 0       | 1       | 1       | 0       | Terzo posto  | La Côte Centurions  |
| 2014     | 2              | 1              | 4              | 7              | 117            | 91             | -       | -       | -       | -       | -       | -            | -                   |
| 2015     | 5              | 0              | 3              | 8              | 206            | 97             | 0       | 2       | 2       | 22      | 37      | Quarto posto | Lausanne LUCAF Owls |
| 2016     | 2              | 0              | 3              | 5              | 53             | 88             | 1       | 1       | 2       | 27      | 39      | Terzo posto  | Geneva Whoppers     |
| 2017     | 4              | 0              | 3              | 7              | 121            | 124            | 1       | 1       | 2       | 7       | 6       | Terzo posto  | Fribourg Cardinals  |
| 2018     | 7              | 0              | 1              | 8              | 82             | 16             | 1       | 1       | 2       | 53      | 26      | NSFL Bowl    | Riviera Saints      |
| Totale   | 35             | 2              | 62             | 99             | 1091           | 1833           | 5       | 9       | 14      | 110+?   | 228+?   |              |                     |

Fonte: Sito storico SAFV

## Palmarès
- 2 Lega C (1996, 1997)
- 5 NSFL Bowl Flag Élite (2013, 2014, 2015, 2016, 2017)
- 4 NSFL Flag Bowl Junior (2016, 2017, 2018, 2019)